# Ваныкинская больница
Тульская городская клиническая больница скорой медицинской помощи им. Д. Я. Ваныкина (ГУЗ «ТГКБСМП им. Д. Я. Ваныкина», Ваныкинская больница) — городское медицинское учреждение широкого профиля в Туле. Одна из старейших больниц города, и одно из крупнейших многопрофильных медицинских учреждений Тулы.

## История
Ваныкинская больница носит своё название в честь тульского купца и мецената Дмитрия Ваныкина, который умер 17 июля 1900 года в Туле. За два года до своей смерти у него случился апоплексический удар (инсульт), и он оказался прикованным к постели. У Выныкина не было наследников: его жена (потомственная тулячка из рода Баташевых) и дочь умерли от болезней. Купец завещал всё своё состояние (2 миллиона рублей) на благотворительные цели. Большую часть этих денег — 325 тысяч рублей, — были завещаны им на постройку больницы для бедных в Туле. Одна тысяча рублей была им выделена на покупку книг по медицине, ещё три тысячи были завещаны на одежду и обувь для выздоравливающих туляков. Все деньги были внесены в кассу Тульской городской управы 20 декабря 1900 года. 11 декабря 1901 года в Тульской городской думе был заслушан доклад комиссии «О желательном устройстве больницы, согласно последним требованиям медицины и техники», а 6 февраля 1903 года в «Тульских губернских ведомостях» был объявлен конкурс на составление плана постройки будущей больницы.
Однако своим существованием больница не меньше обязана доктору Вячеславу Петровичу Грушецкому, который лечил Ваныкина. Грушецкий уговорил его поспособствовать открытию медучреждения в Туле. Грушецкий руководил строительством больницы, и ездил для консультаций в Москву.

### Строительство
Место под строительство больницы было выбрано на пустыре у Белоусовского парка для удобства перевозки больных, поскольку туда вели четыре центральные улицы города, а рядом проходила конно-железная дорога. Проект больницы разработали члены Московского архитектурного общества, взявшие за основу павильонный тип строительства с раздельными больничными корпусами. 15 марта 1904 года за два проекта больницы они получили премию от Тульской городской управы. Однако эти проекты оказались слишком дорогостоящими, и 14 мая 1904 года Тульская городская дума поручила городскому архитектору Владимиру Николаевичу Сироткину приспособить их под имеющиеся финансовые возможности. 9 марта 1905 года Тульская городская Дума утвердила проект и объявила торги на земляные и каменные работы, которые начались в июне 1905 года под контролем архитектора Сироткина.
Бывший тульский губернатор Владимир Карлович Шлиппе внёс предложение разделить площадь участка на квадраты под каждое здание так, чтобы около каждого корпуса можно было разбить сады и цветники. Городским головой Андрем Андреевичем Любомудровым была инициирована постройка амбулатории на Ваныкинской (ныне Первомайской) улице. Уже от неё возводились по плану остальные корпуса. Все работы по строительству городской больницы были завершены в декабре 1907 года.
На начало 1908 года больница состояла из шести корпусов. В первом корпусе была расположена амбулатория для незаразных больных с конторой и аптекой (сегодня в здании находится детский травмпункт и рентген-архив). В этом же корпусе располагалась амбулатория для заразных больных (сегодня в нём находится взрослый травмпункт). Во втором корпусе были палаты для незаразных больных (сегодня в нём — отделение кардиологии). В третьем корпусе находились палаты для заразных больных (сегодня в нём находятся травматология и нейрохирургия). Четвёртый корпус был хозяйственным — в нём располагалась кухня, прачечная, склад белья, а также квартира для прислуги (сегодня в нём — административное здание). В пятом корпусе была часовня с анатомическим залом (в советское время здание корпуса снесли, а на его месте сегодня находится больничная столовая). Шестой корпус был построен в два этажа, в нём находились квартиры для главврача и фельдшеров (сегодня в здании — отделение острых отравлений). Все корпуса были построены из кирпича, крыши крыты железом, полы были деревянные, а в амбулатории и операционных полы были из керамической плитки. Здания были обустроены центральным паровым отоплением и электрическим освещением. Больница была рассчитана на 90 больных. В ней был предусмотрен специальный кабинет для микроскопических и бактериальных исследований, а при аптеке действовала лаборатория.
Вячеслав Петрович Грушецкий, ставший первым главврачом больницы, с семьёй поселился на территории медучреждения, в отдельно стоящем корпусе. Сам он жил на первом этаже, а на втором было общежитие незамужних медсестёр, каждая из которых имела отдельную комнату.

### Открытие

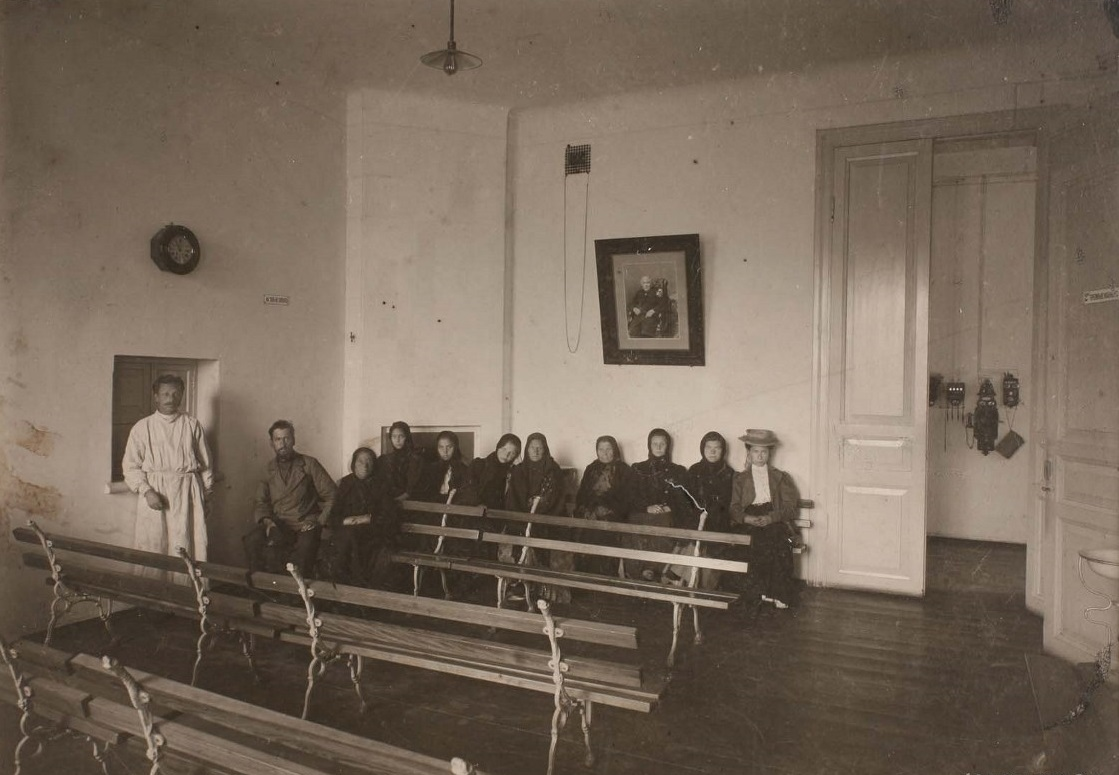
Ваныкинская больница в Туле в 1908 году. Ожидальня для незаразных больных. В центре — портрет мецената Ваныкина, на стене рядом с окошком — табличка «На пол не плевать».

20 января 1908 года состоялось торжественное открытие и освящение больницы, которой было присвоено имя мецената — Дмитрия Яковлевича Ваныкина. Глава города Андрей Андреевич Любомудров объявил об открытии, а губернатор Дмитрий Дмитриевич Кобеко провозгласил первый тост за здравие императора. К полудню собрались все члены Управы Тулы, а также городской голова, губернский предводитель дворянства, чиновники, и врачи. Ректором Тульской духовной семинарии, архимандритом Алексием (будущий Святейший патриарх Московский и Всея Руси Алексий I) было проведено торжественное богослужение. Игуменья Успенского монастыря Магдалина подарила больнице икону Божией Матери «Всех скорбящих Радость», а доктор Фёдор Сергеевич Архангельский пожаловал прибор Вальденбурга для лечения легких сжатым и разреженным воздухом. Вячеслав Петрович Грушецкий, назначенный главным врачом новой больницы привёл статистику того времени: «Туле при населении около 115 тысяч человек в среднем умирает ежегодно около 3400 человек, из числа которых детей до 10 лет — 1650 человек, подростков от 15 до 20 лет — 60 человек, взрослых от 20 до 50 лет — 650 человек, пожилых от 50 до 60 лет — 275 человек».
25 января 1908 года состоялся первый приём больных. На лечение в больницу были приняты 18 человек, оказана помощь 52 тулякам. На момент открытия в Ваныкинской больнице работали 78 человек: 4 врача (заведующий женским терапевтическим отделением, Вячеслав Петрович Грушецкий, детский врач Леонид Григорьевич Сухинин, заведующий мужским терапевтическим отделением Владимир Петрович Баженов и инфекционист Михаил Владимирович Гедеонов), 8 фельдшеров-акушеров, 2 аптекаря (управляющий аптекой Владимир Иванович Сороколетов и его помощник), 3 надзирательницы, экономка, смотритель и 65 человек обслуживающего персонала. В часовне при анатомическом покое служили священник и псаломщик. Большая часть больничного персонала жила непосредственно в больнице.
Более половины всех пациентов больницы и лиц, пришедших на прием в амбулаторию, были люди низших сословий: мещане, рабочие и ремесленники. За первые пять лет работы в отделениях Ваныкинской больницы лечились 10 610 человек (в среднем 2 122 за год), услугами амбулатории, как детской, так и взрослой, воспользовались 61 500 больных. Лекарства в случае необходимости в Ваныкинской больнице выдавались бесплатно.
Во время Первой мировой войны для раненых воинов при больнице был открыт лазарет, куда доставлялись наиболее тяжёлые больные, поступавшие в эшелонах в сортировочный госпиталь на Курском вокзале. Попечительницей лазарета была супруга доктора Грушецкого — Мария Ивановна Добрынина.

### Советское время
В 1922 году в Ваныкинской больнице была введена плата за «коечное» лечение, в результате чего количество больных сократилось в разы, поскольку не все могли позволить себе платное лечение. 18 октября 1924 года больнице было присвоено имя первого народного комиссара здравоохранения РСФСР Николая Александровича Семашко, при содействии которого в 1935 году был построен хирургический корпус. В народе за больницей закрепилось название «Семашко». С 1924 года по 1957 год в больнице работал доктор медицинских наук, заслуженный врач республики Владимир Федорович Дагаев, который в течение 28 лет занимал пост главного врача. Именем Дагаева назван хирургический корпус больницы.
В 1940 году территории больницы был построен детский корпус (сейчас это гинекология), а в 1969 году — глазной. Во время Великой Отечественной войны на территории больницы был лазарет и госпиталь для раненых солдат и офицеров. После войны в больнице развивались хирургическая, травматологическая, терапевтические и другие службы. С 1 января 1975 года больница перешла на круглосуточный режим работы, и в том же году была реорганизована в Тульскую городскую больницу скорой медицинской помощи им. Семашко.

### Современность

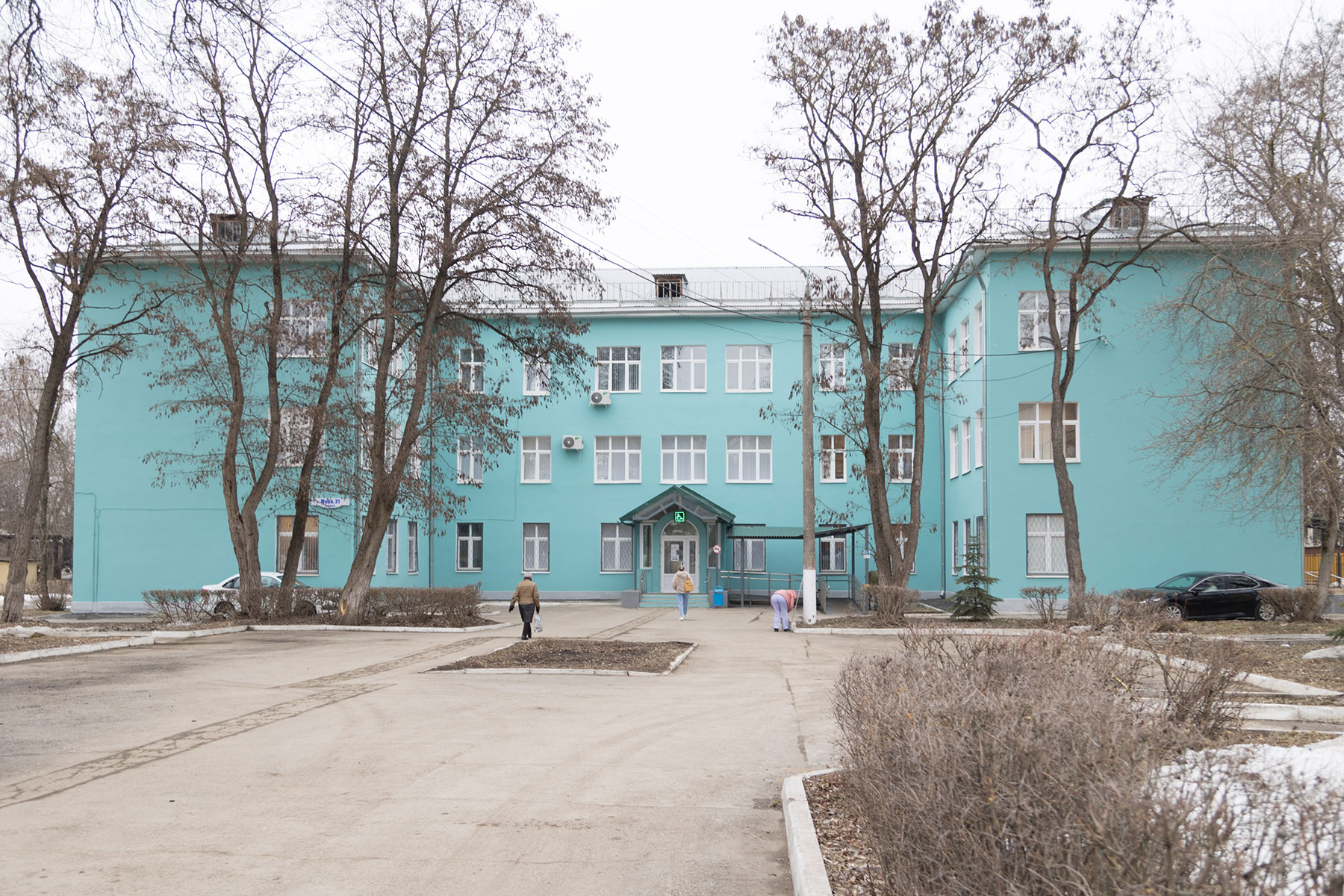
Поликлиническое отделение для взрослых № 1

В 2004 году больнице вернули имя основателя — купца Дмитрия Ваныкина. В 2007 году началось строительство нового хирургического корпуса. На что было выделено и освоено в 2007 году 45 млн рублей, на 2008 год — около 70 млн рублей.. В том же году на базе больницы был создан городской Центр травматологии и нейрохирургии. 20 января 2008 года, в день столетия со дня открытия, в Тульской областной филармонии прошли торжественные мероприятия, посвященные юбилею больницы. Также были выпущены печатные издания, посвящённые истории больницы, и именитых врачей, которые в ней работали.
24 марта 2012 года га территории больницы прошло освящение храма в честь Иоанна Кронштадтского, который был построен на средства граждан и тульских организаций.
В августе 2014 года больница была реорганизована путем присоединения к ней Городской больницы № 1 города Тулы. В декабре 2017 года из состава больницы было выделено Государственное учреждения здравоохранения Тульской области «Территориальный центр медицины катастроф, скорой и неотложной медицинской помощи».
Ваныкинская больница оказывает первичную специализированную медико-санитарную помощь в амбулаторных условиях, в условиях дневного стационара, специализированную, в том числе высокотехнологичную медицинскую помощь в стационарных условиях. По состоянию на 2023 год в больнице работает 1573 сотрудников, 2 доктора наук, 9 кандидатов наук. Врачей с высшей категорией — 35, с первой категорией — 47, со второй категорией — 11. Из 321 средних медработников Ваныкинской больницы 201 имеют квалификационные категории. Ежегодно больница оказывает помощь около 22 тысячам пациентам. Больница является базой для подготовки студентов медицинского института Тульского государственного университета и Тульского областного медицинского колледжа.
В состав больницы входят следующие отделения: травматолого-ортопедические, хирургические, нейрохирургическое, микрохирургии глаза, детское ортопедо-травматологическое, терапевтическое, гинекологическое, кардиологическое, отделение острых отравлений и отоларингологическое. К параклиническим отделениям Ваныкинской больницы относятся: амбулаторно-поликлиническое, операционный блок, эндоскопическое, отделения реанимации и интенсивной терапии, рентгенологическое, гравитации хирургии крови, физиотерапевтическое, патологоанатомическое, пищеблок, аптека и приемное. В структуру учреждения входят Поликлиническое отделение для детей (Тула, ул. Мира, 11), Поликлинические отделения для взрослых № 1 и № 2 (Тула, ул. Мира, 31 и ул. Смидович, 12) и амбулаторно-поликлиническое отделение (Тула, ул. Первомайская, 13). На базе больницы функционируют Региональный сосудистый центр, Городской центр травматологии и нейрохирургии и Городской центр микрохирургии глаза.
В поликлиниках в среднем за год получают медицинскую помощь 118000 взрослых и 12000 детей, в стационаре в отделениях хирургического, травматологического, терапевтического и педиатрического профилей получают экстренную, неотложную и плановую медицинскую помощь около 29 000 пациентов. Выполняется около 11000 операций, в том числе высокотехнологичных.

## Главные врачи
- Вячеслав Петрович Грушецкий (1908—1924)
- Владимир Федорович Дагаев (1924—1952)
- Александр Васильевич Журавлев (1952—1955)
- Яков Сергеевич Стольцер (1955—1960),
- Лев Владимирович Стрельников (1960—1969)
- Татьяна Семеновна Макаревич (1970—1981)
- Евгений Петрович Иванов (1981—2006)
- Спартак Владимирович Могильников (2006—2012)[5]
- Ирина Витальевна Рублевская (с 2012)[16]

## Инциденты
В январе 2018 года на форуме Правительства Тульской области появились жалобы на работу гинекологического отделения в Ваныкинской больнице. Утверждалось, что в палате интенсивной терапии отсутствуют или не работают кнопка экстренной помощи, не хватает персонала, в меню содержится запрещенная после операций еде, а также отсутствуют медикаменты. В последующие годы инфраструктура больницы и работа персонала неоднократно подвергалась критике со стороны пациентов.
В феврале 2022 года в больницу был доставлен мужчина с острыми болями в животе и невозможностью двигаться. После сдачи анализов его самостоятельно отправили в урологическое отделение, где ему не открыли дверь. Спустя некоторое время его всё-таки занесли в отделении, где он вскоре скончался. По факту происшествия Министерство здравоохранения Тульской области инициировало проведение ведомственной проверки.